# Egertonodus
Egertonodus (лат.) — род хрящевых рыб из семейства гибодонтид отряда гибодонтообразных из средней юры - позднего мела Европы, Африки и Северной Америки.

## Описание
От Egertonodus сохранился отпечаток скелета и зубы, у большинства видов, кроме Egertonodus duffini, схожие с зубами гибодонтид.

## Виды
- Egertonodus basanus

- Egertonodus duffini

- Egertonodus fraasi